# Molina de Segura
Molina de Segura is een gemeente in de Spaanse provincie en regio Murcia met een oppervlakte van 169 km². Molina de Segura telt 69.614 inwoners (1 januari 2016). Het ligt zo'n 10 km ten noorden van de hoofdstad Murcia, en ligt ten oosten van de rivier Segura. Het is verdeeld in 14 wijken. De PP levert al sinds 1995 de burgemeester, en is in de gemeenteraad (2013) bij verre de grootste partij met 15 van 25 zetels.
Het klimaat is warm en droog. Hierdoor kent de stad problemen met watermanagement.

## Demografische ontwikkeling
Bron: INE; 1857-2011: volkstellingen
Abanilla · Abarán · Águilas · Albudeite · Alcantarilla · Aledo · Alguazas · Alhama de Murcia · Archena · Beniel · Blanca · Bullas · Calasparra · Campos del Río · Caravaca de la Cruz · Cartagena · Cehegín · Ceutí · Cieza · Fortuna · Fuente Álamo de Murcia · Jumilla · La Unión · Las Torres de Cotillas · Librilla · Lorca · Lorquí · Los Alcázares · Mazarrón · Molina de Segura · Moratalla · Mula · Murcia · Ojós · Pliego · Puerto Lumbreras · Ricote · San Javier · San Pedro del Pinatar · Santomera · Torre-Pacheco · Totana · Ulea · Villanueva del Río Segura · Yecla